# گاه‌شماری هجری خورشیدی
گاه‌شماری هجری خورشیدی بر پایهٔ گاه‌شماری جلالی با مبدأ سال منسوب به هجرت محمد است. آغاز سال خورشیدی برابر است با نخستین روز بهار. گاه‌شماری هجری خورشیدی اکنون در کشورهای ایران و افغانستان گاه‌شمار رسمی است. این گاه‌شماری در ایران با تصویب مجلس شورای ملی در ۱۱ فروردین ۱۳۰۴، گاه‌شمار رسمی ایران اعلام شد. نام دوازده ماه تقویم خورشیدی در ایران، نام‌های باستانی ساسانی امشاسپندان و دیگر ایزدان کیش زرتشتی است.

## ایجاد و مبدأ گاه‌شماری

### ایجاد
طراحان گاه‌شماری جلالی، گروهی ریاضیدان و اخترشناس بودند که نامدارترین آن‌ها حکیم عمر خیام ریاضیدان و شاعر ایرانی بود. اینان به سفارش ملکشاه سلجوقی و با اصلاح گاه‌شماری یزدگردی به این گاه‌شمار نوین دست یافتند. گاه‌شماری جلالی با حفظ سرآغاز و طول سال با تغییر مبدأ، اسامی و طول ماه‌ها در قالب گاه‌شماری هجری خورشیدی برجی درآمده و باز با تغییراتی در طول ماه‌ها ضمن تنوع اسامی آنها، عنوان تقویم هجری خورشیدی پیدا کرد. 

### مبدأ گاه‌شماری
مبدأ گاه‌شماری هجری خورشیدی مانند گاه‌شماری هجری قمری، سال منسوب به هجرت محمد در سال ۶۲۲ میلادی از مکه به مدینه است. آغاز هجرت محمد از مکه روز دوشنبه (۱ ربیع‌الاول/ ۲۴ شهریور سال ۱ هجری) برابر با ۱۳ سپتامبر ۶۲۲ میلادی قدیم (ژولینی) و ۱۶ سپتامبر ۶۲۲ میلادی جدید (گرگوری) و ورود محمد به مدینه روز ۸ ربیع‌الاول همان سال است. 

## ساختار

### سرآغاز
سرآغاز گاه‌شماری هجری خورشیدی روز جمعه «۱ فروردین سال ۱ هجری خورشیدی» (۲۹ شعبان ۱ سال پیش از هجرت) برابر با ۱۹ مارس ۶۲۲ میلادی قدیم (ژولینی) و ۲۲ مارس ۶۲۲ میلادی جدید (گرگوری) است.
البته روز اول سال یک هجری خورشیدی (از ۱ فروردین تا ۲۴ شهریور) ۵ ماه و ۲۴ روز پیش از هجرت محمد (کمتر از یک سال) است.

### سال‌ها
هر سال در این گاه‌شماری از ۳۶۵ روز در قالب ۱۲ ماه ۳۰ یا ۳۱ روزه تشکیل شده است و براساس گاه‌شماری جلالی سرآغاز آن اعتدال بهاری در نیمکرهٔ شمالی است. با این تفاوت که مبدأ آن هجری است. این تقویم برپایه سال اعتدالی خورشیدی است.

#### سال کبیسه
در گاه‌شماری خورشیدی هر چهار سال (و به‌ندرت هر پنج سال) تعداد روزهای سال از ۳۶۵ روز به ۳۶۶ روز تغییر می‌کند که به آن سال کبیسه می‌گویند. میانگین حقیقی زمان سال اعتدالی خورشیدی برابر با ۳۶۵٫۲۴۲۱۹۸۷۸ روز است که برای جبران کسر اضافی سالها، ضروری است هر چهار یا پنج سال یکروز به ۳۶۵ روز تقویم افزوده شود.

### فصل‌ها
هر سال دارای ۴ فصل با نام‌های بهار، تابستان، پاییز و زمستان است. به‌ترتیب بهار اولین فصل، تابستان دومین فصل، پاییز سومین فصل و زمستان آخرین فصل است.

### ماه‌ها
هر فصل ۳ ماه دارد. امروزه طول ماه‌ها در نیمه نخست سال ۳۱ روزه و در نیمه دوم سال ۳۰ روزه است با این تفاوت که ماه پایانی (اسفند) ۲۹ روزه است و تنها در سال‌های کبیسه ۳۰ روز خواهد داشت، به همین دلیل بهار و تابستان اکنون یک هفته طولانی‌تر از پاییز و زمستان هستند.
طول ماه‌های این گاه‌شماری در طول تاریخ و در کشورهای مختلف متفاوت بوده است، ولی از حدود سال ۱۳۴۸ در ایران و افغانستان طول ماه‌ها یکسان بوده است.
| ترتیب | روزها | نام           | نام               | نام              | نام                | نام       | نام             | تاریخ‌های میلادی       | فصل     |
| ترتیب | روزها | فارسی (ایران) | فارسی (افغانستان) | پشتو (افغانستان) | هزارگی (افغانستان) | کردی      | ترکی آذربایجانی | تاریخ‌های میلادی       | فصل     |
| ----- | ----- | ------------- | ----------------- | ---------------- | ------------------ | --------- | --------------- | --------------------- | ------- |
| ۱     | ۳۱    | فروردین       | حَمَل               | وری              | اورال              | خاکه‌لێوه  | آغلار-گۆلر      | ۲۱ مارس – ۲۰ آوریل    | بهار    |
| ۲     | ۳۱    | اردیبهشت      | ثَور               | غویی             | اید                | گوڵان     | گۆلن            | ۲۱ آوریل – ۲۱ مه      | بهار    |
| ۳     | ۳۱    | خرداد         | جَوزا              | غبرګولی          | بررید              | جۆزه‌ردان  | قؽزاران         | ۲۲ مه – ۲۱ ژوئن       | بهار    |
| ۴     | ۳۱    | تیر           | سَرَطان             | چنګاښ            | سرتایستو           | پووشپه‌ڕ   | قوْرا بیشیرن     | ۲۲ ژوئن – ۲۲ ژوئیه    | تابستان |
| ۵     | ۳۱    | مرداد         | اَسَد               | زمری             | چیله تایستو        | گه‌لاوێژ   | قۇیرۇق دوْغان    | ۲۳ ژوئیه – ۲۲ اوت     | تابستان |
| ۶     | ۳۱    | شهریور        | سُنبُله             | وږی              | آخیر تایستو        | خه‌رمانان  | زۇمار           | ۲۳ اوت – ۲۲ سپتامبر   | تابستان |
| ۷     | ۳۰    | مهر           | میزان             | تله              | تخم ریز            | ڕه‌زبه‌ر    | خزل             | ۲۳ سپتامبر – ۲۲ اکتبر | پاییز   |
| ۸     | ۳۰    | آبان          | عَقرَب              | لړم              | برگ ریز            | خه‌زه‌ڵوه‌ر  | قؽروْو           | ۲۳ اکتبر – ۲۱ نوامبر  | پاییز   |
| ۹     | ۳۰    | آذر           | قَوس               | لیندی            | چیله زمستو         | سه‌رماوه‌ز  | آذر             | ۲۲ نوامبر – ۲۱ دسامبر | پاییز   |
| ۱۰    | ۳۰    | دی            | جَدْی               | مرغومی           | بامو               | به‌فرانبار | چیلله           | ۲۲ دسامبر – ۲۰ ژانویه | زمستان  |
| ۱۱    | ۳۰    | بهمن          | دَلو               | سلواغه           | سیاه بار           | ڕێبه‌ندان  | دوْندۇران        | ۲۱ ژانویه – ۱۹ فوریه  | زمستان  |
| ۱۲    | ۲۹–۳۰ | اسفند         | حوت               | کب               | نجیر               | ره‌شه‌مه    | بایرام          | ۲۰ فوریه – ۲۰ مارس    | زمستان  |

اما حرکت تقدیمی زمین موجب می‌شود در هر ۲۶۰۰۰ سال هم دوره‌هایی داشته باشیم که مانند امروز بهار و تابستان طولانی‌تر از پاییز و زمستان هستند و هم دوره‌هایی داشته باشیم که ماه‌های پاییز و زمستان ۳۱ روزه و ماه‌های بهار و تابستان ۳۰ روزه شوند که به این ترتیب طول پاییز و زمستان یک هفته بیش از بهار و تابستان خواهد شد. (برای توضیح بیشتر در این مورد نخستین شماره از مجله فیزیک دانشگاه شریف را ببینید)

### هفته‌ها و روزها
هر ماه ۴ هفته و هر هفته ۷ روز با نام‌های شنبه، یکشنبه، دوشنبه، سه‌شنبه، چهارشنبه، پنجشنبه و جمعه دارد. هر سال با ۱ فروردین اولین روز از اولین ماه فصل بهار آغاز می‌شود.
بلندترین روز سال در ۱ تیر و بلندترین شب سال در ۳۰ آذر (از غروب ۳۰ آذر تا طلوع آفتاب ۱ دی) رخ می‌دهد. به بلندترین شب سال شب چله یا یلدا می‌گویند.

## تاریخچه
گاه‌شماری هجری خورشیدی، تکامل‌یافته گاه‌شماری ایرانی در دوره اسلامی با مبدأ هجری است. گاه‌شماری ایرانی برگرفته از گاه‌شماری بابلی با سال ۱۲ماه سی روزه بوده که هر ۶سال یکبار ۱۳ماهه می‌شده است. همه اینگونه تقویم‌های ۳۶۵روزه برگرفته از تقویم مصری‌اند. این تقویم در دوره هخامنشیان تغییراتی کرده و به صورت تقویم زرتشتی درآمد. در زمان اردشیر اول پادشاه ساسانی تقویم ایرانی متأثر از تقویم جولیانی به سال ۳۶۵روزه درآمد و به آخر سال ۵ روز اضافه شد و در دوره یزدگرد سوم هم تغییراتی کرد. پس از شکست ایرانیان و تسلط اعراب گاه‌شماری هجری قمری جایگزین تقویم خورشیدی ایرانی شد. اما به جهت ضرورت تعیین سال فصلی و مالی جهت زمان پرداخت مالیات کشاورزان، تقویم خورشیدی (ازجمله: گاه‌شماری خراجی) کاربرد داشت اما از مبدأ حقیقی آن گاه تا دوماه عقب می‌افتاد.
در ۳ رمضان ۴۷۱ هجری قمری، گاه‌شماری جلالی که شکل کامل تر گاه‌شماری ایرانی بود ایجاد شد. این تقویم ضمن تغییراتی در قالب گاه‌شمار هجری خورشیدی (برجی) درآمده، در ۲ اسفند ۱۲۸۹ به عنوان گاه‌شماری مالی کشور رسمیت یافت. پس از آن با تغییراتی در عنوان‌های ماه‌ها و تعدیل آن‌ها در قالب تقویم هجری خورشیدی، در تاریخ ۱۱ فروردین ۱۳۰۴ تقویم رسمی ایران تغییر کرد و تقویم جدید اعلام شد در تقویم قدیم هر ماه ۳۰ روز بود و ۵ روز آخر سال جدا حساب می‌شد و مردم ۵ روز آخر سال را جشن می‌گرفتند و به آن پنجه (پنجه دزدیده)، پنجک، نوروز کوچک یا اندرگاه می‌گفتند در سال ۱۳۰۴ و همزمان با روی کار آمدن پهلوی ۵ روز آخر سال از تقویم ایران حذف شد و ۶ ماه اول سال ۳۱ روزه. ۵ ماه دوم سال ۳۰ روزه و ماه اسفند ۲۹ روز شد. تا قبل از آن تقویم هجری قمری کاربرد عمومی داشت.

### گاه‌شماری هجری خورشیدی برجی

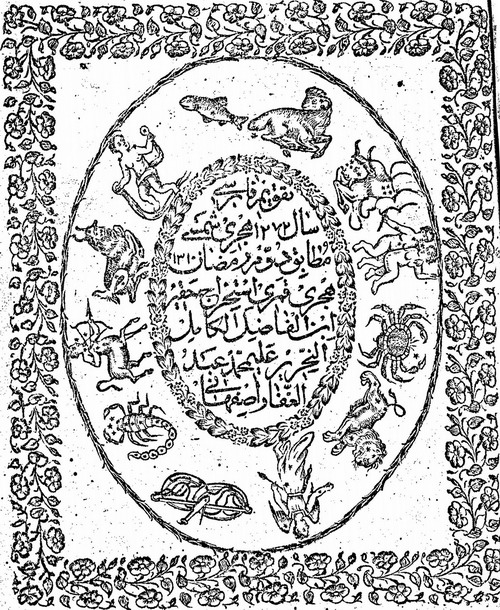
تصویری از جلد سالنامه برجی نجم الدوله اصفهانی

گاه‌شماری هجری خورشیدی را نخستین بار میرزا عبدالغفارخان نجم‌الدوله اصفهانی (معلم ریاضیات مدرسه دارالفنون) با توجه به گاه‌شماری جلالی استخراج کرد. گاه‌شماری جلالی به دستور ملکشاه سلجوقی، بر اساس گاه‌شماری یزدگردی با تطبیق دقیق آغاز سال با اعتدال ربیعی شکل گرفت. مبدأ آن روز ۱۰ رمضان ۴۷۱ هجری قمری، برابر با اول نوروز سال نخستین جلالی بود و طول ماه‌های آن مانند گاه‌شماری یزدگردی و اسامی آن‌ها فارسی بوده است.
نجم‌الدوله برای اولین بار عبارت ۱۲۶۴ هجری شمسی را در حاشیه تقویم سال ۸۰۷ جلالی مطابق ۳–۱۳۰۲ هجری قمری ذکر کرد و از آن تاریخ به بعد، گاه‌شماری را در ایران رایج کرد که برای اولین بار اساس آن شمسی و مبدأ آن هجرت محمد از مکّه به مدینه باشد. ماه‌های آن براساس اسامی عربی برج‌های دوازده‌گانه فلکی (حمل، ثور، جوزا … حوت) و طول آن‌ها برمبنای توقف نسبی خورشید در بروج مذکور ۲۹ تا ۳۲روزه بود. گاه‌شماری که او نوشت، به گاه‌شماری هجری شمسی بُرجی معروف است. از آن پس تقویمهایی بر اساس گاه‌شماری هجری شمسی در ایران استخراج و چاپ می‌شد. اما ابتکار تغییر گاهشمار رسمی کشور از هجری قمری به هجری شمسی را نخستین بار میرزا عبدالحسین وحیدالملک شیبانی، نماینده دور دوم مجلس شورای ملی پیشنهاد کرد. این پیشنهاد در ۳۱ فروردین ۱۲۸۹ در مجلس مطرح و قرار شد در طرح قانون محاسبات که در حال تدوین بود گنجانده شود. قانون محاسبات در ۲۱ آبان همان سال به تصویب مجلس رسید و ماده سوم آن مقرر می‌کرد: «مقیاس زمان بعد از این در محاسبات دولتی سال‌های شمسی و ماه‌های شمسی (بروج) خواهدبود». در سال ۱۳۰۴ در پنجمین دوره مجلس شورای ملی قانون گاه‌شماری هجری شمسی به تصویب رسید.
ماه‌های گاه‌شمار هجری خورشیدی برجی، بین ۲۹ تا ۳۲روزه و طول ماه‌ها در هر سال بستگی به توقف سالانه خورشید در هر برج متفاوت بوده است. طول ماه‌ها: حمل (۳۰ یا ۳۱روزه)، ثور (۳۱ یا ۳۲روزه)، جوزا (۳۱ یا ۳۲روزه)، سرطان (۳۱ یا ۳۲روزه)، اسد (۳۱ یا ۳۲روزه)، سنبله (۳۰ یا ۳۱روزه)، میزان (۳۰ یا ۳۱روزه)، عقرب (۲۹ یا ۳۰روزه)، قوس (۲۹ یا ۳۰روزه)، جدی (۲۹ یا ۳۰روزه)، دلو (۲۹ یا ۳۰روزه)، حوت (۲۹ یا ۳۰روزه).

## استفاده

### در ایران
تقویم هجری خورشیدی، بر اساس مبانی تقویم جلالی (ایجاد شده در ۴۷۱ هجری قمری) و پس از تغییراتی در تقویم جلالی در قالب تقویم هجری خورشیدی برجی در سال ۱۲۸۹ خورشیدی برای امور مالی کشور و سپس با تغییراتی در سال ۱۳۰۴ در قالب تقویم هجری خورشیدی به‌عنوان گاه‌شماری رسمی کشور، رسمیت یافت.
به تدریج تا سالهای پایانی دوره قاجار، تقویم خورشیدی (برجی) جایگزین هجری قمری شد اما نام‌های ماه‌ها، نامهای بروج فلکی (حمل، ثور، جوزا …) بود. در ۲۱ دی ۱۳۰۳ بیش از چهل نماینده طرحی به مجلس دادند و خواهان آن شدند که از سال آینده، نامهای ایرانی برای ماه‌ها به کار رود. در این طرح آمده بود: «ایرانیان با وجود داشتن بهترین تاریخ خورشیدی که معنی هر یک از آن ماه‌ها کاملاً موافقت به مقتضیات فصل موجوده مملکت می‌نماید، متأسفانه به مرور ایام، قهراً یا به علل غیر معلوم دیگر، از صورت اصلی خارج و گاهی به اسامی بی‌تناسب حیوانات یا بروج آمیخته شده است». این طرح در قالب ماده واحده‌ای در مجلس شورای ملی تصویب شد و دولت را مکلف کرد که از آغاز نوروز ۱۳۰۴ سال‌های خورشیدی از ماه فروردین شروع شود و به اسفند خاتمه یابد. کاربرد نام سالهای ترکی و بروج فلکی نیز کنار گذاشته شود. باید توجه داشت ترتیب استفاده از اسامی ماه‌های ایرانی یعنی قرار گرفتن فروردین به عنوان اولین ماه تا اسفند به عنوان آخرین ماه، از قرن‌ها قبل رایج بود به گونه ای که مسعودی در مروج الذهب دقیقاً به همین ترتیب از ماه‌های ایرانی نام می‌برد.
بر اساس این قانون استفاده از گاه‌شماری خَتا و اویغور (گاه‌شماری دوازده حیوانی) منسوخ شد و گاه‌شماری هجری خورشیدی با مبدأ هجرت محمد از مکه به مدینه و با طول سال خورشیدی و با نام ماه‌های فارسی میانه مورد استفاده قرار گرفت. مبدأ این گاه‌شماری، اول فروردین سال اول هجرت محمد است؛ یعنی، ۱۱۹ روز پیش از مبدأ گاه‌شماری هجری قمری و ۱۷۹ روز پیش از هجرت. در عمل بین کبیسه‌های اعمال شده در این گاه‌شماری با گاه‌شماری جلالی اختلاف‌هایی وجود دارد. آنزمان برای رفع چنین اختلافاتی در گاه‌شماری هجری خورشیدی، هیئت اصلاح تقویم تشکیل شده. این هیئت همان روش کلی کبیسه‌گیری گاه‌شماری میلادی گرگوری را پیشنهاد کرد و علاوه بر آن آرایه جدیدی برای تعدیل کبیسه‌گیری عرضه شد که هیچ‌کدام به تصویب نرسید و مهم‌ترین رکن یک تقویم واگذاشته شده و تعیین کبیسه‌ها بلاتکلیف و به رصد نجومی سالانه تحویل سالها واگذار شد. امروزه روش سهل ممتنعی برای استخراج دوره‌های‌کبیسه در گاه‌شماری هجری خورشیدی ابداع شده است. طول ماه‌های آن در نیمه نخست سال ۳۱روزه و در نیمه دوم سال ۳۰روزه است که در سال‌های غیر کبیسه ماه آخر ۲۹روزه است. سال‌های عادی آن ۳۶۵روزه و هر چهار یا پنج سال یکبار کبیسه‌گیری ۳۶۶روزه می‌شود. تنها در یک وقفه زمانی بین ۲۴ اسفند ۱۳۵۴ تا ۵ شهریور ۱۳۵۷، تقویم شاهنشاهی تقویمی جدید با مبدأ تقریبی آغاز حکومت کوروش، فقط با مبدأ متفاوت (۱۱۸۰ سال افزوده) نسبت به تقویم هجری خورشیدی، به‌جای آن تقویم رسمی ایران اعلام شده بود.
کبیسه‌های تقویم هجری خورشیدی از طریق قاعده نوروز تحویلی محاسبه لحظه تحویل سال و مقایسه آن با لحظه ظهر حقیقی را برای نصف النهار رسمی ایران تعیین می‌شود. طول جغرافیایی نصف النهار رسمی ایران ۵۲/۵ درجه شرقی است. در اینجا یکی از دو حالت زیر ممکن است اتفاق بیفتد:
1. اگر لحظه تحویل سال، بین بعد از ظهر سیصد و شصت و پنجمین و قبل از ظهر سیصد و شصت و ششمین روز سال واقع شود، سیصد و شصت و ششمین روز سال را نوروز، و سال تمام شده را عادی به حساب می‌آورند
2. اگر لحظه تحویل سال، در بعد از ظهر سیصد و شصت و ششمین روز سال واقع شود، سیصد و شصت و هفتمین روز سال را نوروز، و سال تمام شده را کبیسه به حساب می‌آورند.

### در افغانستان
در ۱۳۴۰ هجری قمری/ ۱۳۰۱ ش، در پی اصلاحاتی که امان‌الله‌خان در جامعه افغانستان صورت داد و بر اساس یکی از نظامنامه‌هایی که دولت او صادر کرد، گاهشماری رسمی افغانستان هجری شمسی شد و برای نام ماه‌های سال نام‌های عربی برج‌های فلکی که تا پیش از آن روی منطقةالبروج گذاشته می‌شد، در نظر گرفته شد. در سال ۱۳۳۷ خورشیدی مجلس ملی وقت افغانستان طول ماه‌های تعریف شده برای گاهشماری هجری خورشیدی ایران را ملاک قرار داد و آرایه طول ماه‌های سال در گاه‌شماری هجری شمسی افغانستان همانند گاه‌شماری هجری خورشیدی ایران تعیین شد. اما نام ماه‌های سال همچنان نام برج‌های فلکی منطقه البروج باقی ماند. پیش از آن دوره‌های کبیسه‌های گاه‌شماری هجری خورشیدی افغانستان بر اساس ۸ کبیسه در هر ۳۳ سال، به ترتیب یک کبیسه ۵ ساله و ۷ کبیسه ۴ساله تثبیت گردیده بود و طول ماه‌ها طبق توقف ظاهری خورشید در برج‌ها بین ۲۹ تا ۳۲ روز محاسبه می‌شد. پیش از رسمی شدن این گاه‌شماری، از آن در جوامع شهری افغانستان در کنار گاهشماری هجری قمری و گاه‌شماری میلادی استفاده می‌شده است. اکنون تقویم رسمی ایران و افغانستان فقط با تفاوت اسامی ماه‌ها از هر جهت گاهشماری یکسان به حساب می‌آیند.

### گاه‌شماری هجری شمسی ام‌القری
گاه‌شماری اُم‌القُری، در اصل هجری قمری و گاه‌شماری رسمی کشور عربستان سعودی است که گاه‌شماری هجری شمسی ضمیمه آن است. این گاه‌شماری سال ۱۳۴۶ قمری آغاز شد و از سال ۱۴۰۰ قمری زیر نظر گروه نجومی استخراج می‌شد و از سال ۱۴۲۰ قمری، آغاز ماه‌های قمری آن براساس محاسبه نجومی تولد ماه (مقارنه ماه)، با توجه به غروب خورشید قبل از افول ماه، طبق موقعیت و افق کعبه در شهر مکه محاسبه می‌شود. در گاه‌شماری هجری شمسی ضمیمه آن، ماه‌ها با عنوان عربی برج‌های دوازده‌گانه فلکی است.

### در دیگر مکان‌ها
در زمان حکومت اکبرشاه (حکومت: ۹۶۳ تا ۱۰۱۴ قمری)، سومین پادشاه امپراتوری بابری هند، در کنار دیگر گاه‌شماری‌های مرسوم، گاه‌شماری فصلی که گونه‌ای گاه‌شماری شمسی با مبدأ گاه‌شماری هجری بود. برخی مورخان در زمان او در کتب خود در کنار استفاده از گاه‌شماری هجری قمری، کلیه تاریخ‌های مورد نظر خود را، در محدوده زمانی ۸۵۰ تا ۹۸۴ هجری، با گاه‌شماری با مبدأ مرگ محمد نیز تاریخ گذاری کرده‌اند.
در ۱۳۰۷ هجری قمری/ ۱۸۸۹ میلادی، (۱۲۶۸ خورشیدی) غازی احمد مختار پاشا، صدراعظم و محقق ترک، گونه‌ای از گاه‌شماری هجری شمسی را پیشنهاد نمود. ارکان این گاه‌شماری از نظر مبدأ و تطبیق نسبی آن با فصول، مانند گاه‌شماری هجری شمسی ایران است، با این تفاوت که در این گاه‌شماری پیشنهادی آرایه کبیسه‌ها مانند گاه‌شماری میلادی گریگوری است. این گاه‌شماری پیشنهادی در دوره معاصر نیز در کنار گاه‌شماری‌های میلادی و مالی و هجری قمری، بر روی گاه‌شماری‌های سالانه چاپ ترکیه ذکر می‌شود.
گاه‌شماری حیوانی نیز گاه‌شماری شمسی - قمری، به نوعی با مبدأ هجری بوده است که پس از حمله مغول در ایران، افغانستان و بعضی سرزمین‌های تحت تصرف آن‌ها کاربرد داشت.

## تطبیق گاهشماری هجری خورشیدی با میلادی
سالهای گاه‌شماری هجری خورشیدی از میلادی کمتر است و ۶۲۱ یا ۶۲۲ سال تفاضل دارد. چون هر دو تقویم خورشیدی هستند در روزها هماهنگی نسبی دارند و نوسان‌های محدود در این هماهنگی در نتیجه تمایز شیوه کبیسه‌گیری در دو گاهشماری است و به تبع ماه‌های خورشید معمولاً با روزهای خاص میلادی آغاز می‌شود و در بعضی سالها نوسان محدودی دارد. در بیشتر سالها ماه‌های هجری خورشیدی با این روزهای میلادی آغاز می‌شود:
1. فروردین:——————> ۲۱ مارس
2. اردیبهشت:—————> ۲۱ آوریل
3. خرداد:———————> ۲۲ مه
4. تیر:————————> ۲۲ ژوئن
5. مرداد:———————> ۲۳ ژوئیه
6. شهریور:——————> ۲۳ اوت
7. مهر:————————> ۲۳ سپتامبر
8. آبان:————————> ۲۳ اکتبر
9. آذر:—————————> ۲۲ نوامبر
10. دی:————————> ۲۲ دسامبر
11. بهمن:———————> ۲۱ ژانویه
12. اسفند:———————> ۲۰ فوریه

## گاه‌شماری هجری خورشیدی حسابی
گاه‌شماری هجری خورشیدی حسابی، الگوریتمی است که برای محاسبه دقیق آغاز، تقسیمات و کبیسه‌گیری گاه‌شماری هجری خورشیدی یا گاه‌شماری جلالی تدوین شده است. یکی گاه‌شماری حسابی قراردادی یا جدولی است که توسط احمد بیرشک ارائه شده و در کنار گاه‌شماری رسمی ایران مشهور بوده و به‌علت خطی بودن کاربرد آن آسانتر است. دیگری گاهشماری حسابی ریاضی یا رایانه‌ای که به‌وسیلهٔ موسی اکرمی با محاسبه ریاضی رایانه‌ای منظم و تدوین شده است.